# Vidja, Huddinge kommun
Vidja är en tätort i Huddinge kommun, Stockholms län. Området ligger vid östra sidan av sjön Orlången söder om Ågesta. Folkmängden är 682 personer (2010-12-31) och arean är 173,33 hektar. Bilväg till Vidja finns enbart norrifrån, genom Ågesta. I samband med Huddinges kommundelsreform 2018 blev Vidja tillsammans med Ågesta den nya kommundelen Vidja-Ågesta.

## Namn och historik

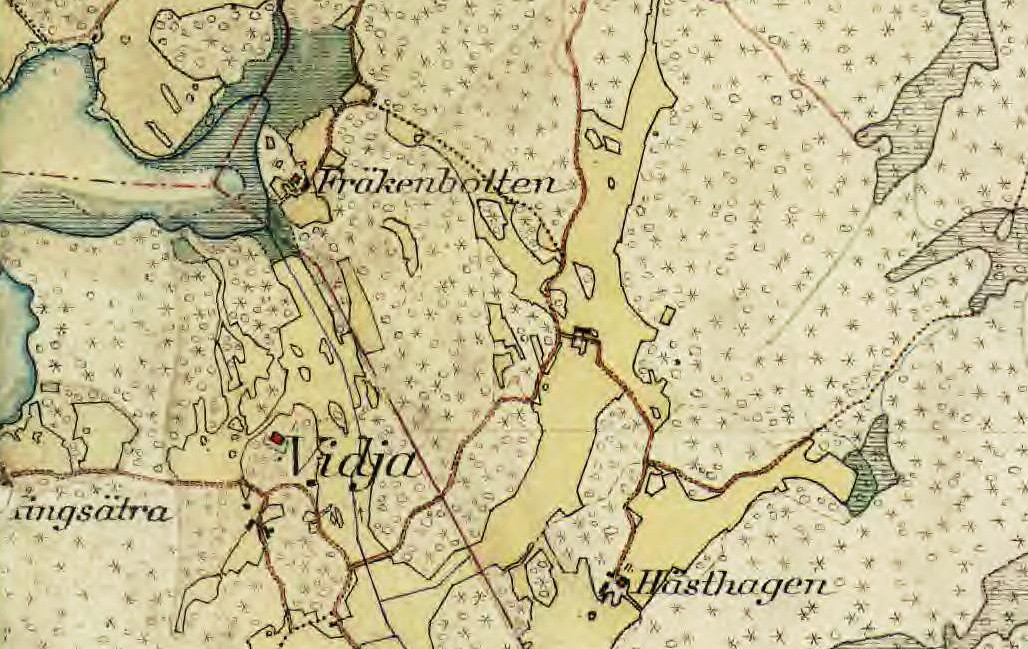
Vidja omkring år 1900.

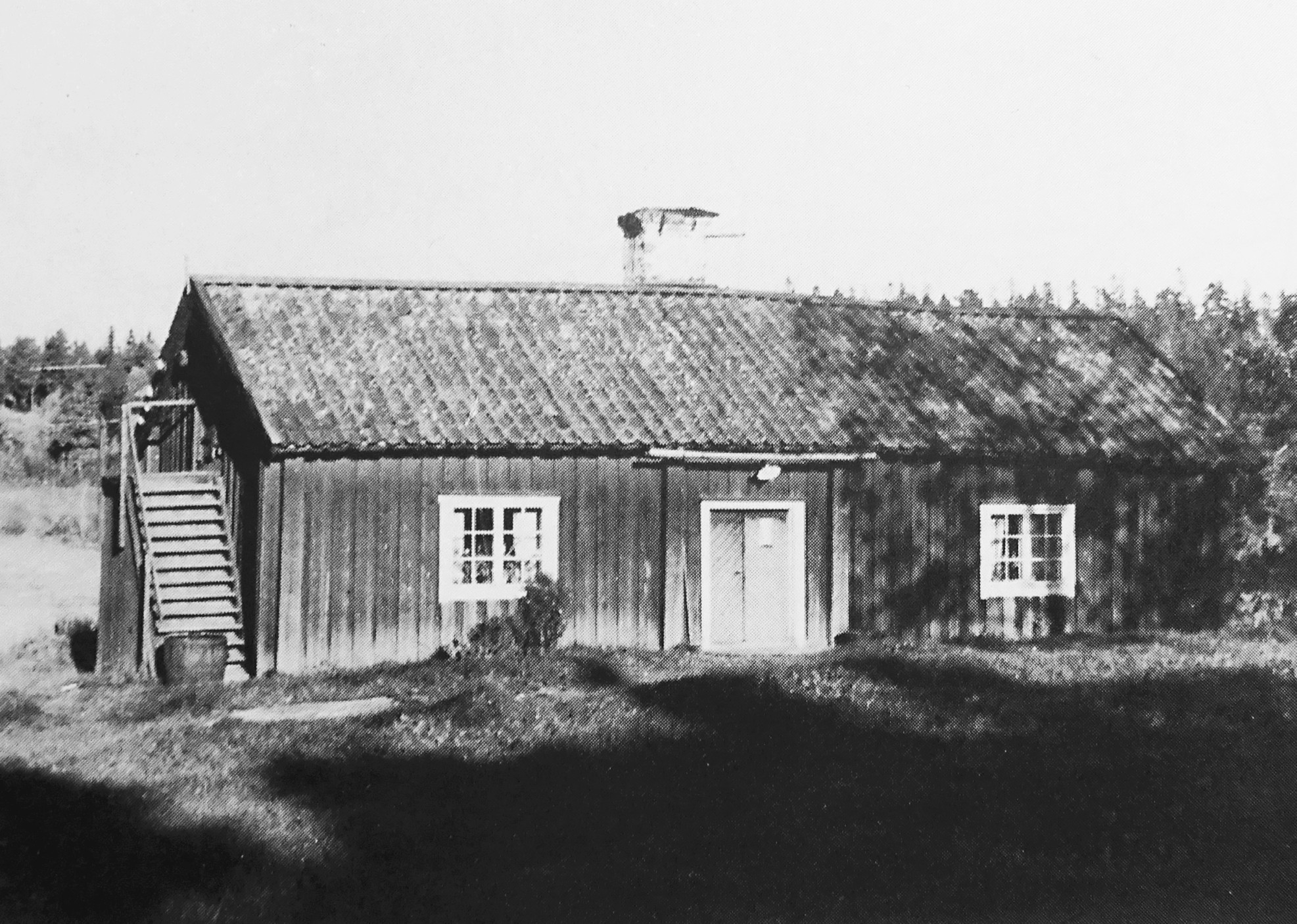
Vidjatorpet på 1940-talet.

Vidja är namnet på ett torp och härrör troligen från fornsvenskan vider med betydelsen "skog", "träd" och "hugga träd eller virke".
Ortnamnet är belagt sedan 1535 som Viddia, 1540 stavas det Wydia. På 1500-talet används namnet Vidja i jordeböcker och stadgehemman. 1612 betecknades Vidja som ett torp ett mantal stadgehemman. I mitten av 1600-talet köptes egendomen som frälsegård av Johan Adler Salvius men reducerades 1677 och kom under Balingsta gård. Vidja var känt för sina stora ekskogar och när kronohemmanet såldes på 1850-talet och blev skattehemman var köparen tvungen att erlägga "lösen för framledes växande Ekeskog samt Master och Storverksträd".
Den tidigare gården Vidja 1:1 omfattade 215 hektar land. Egendomen styckades 1910 upp i 36 lotter av varierande storlek som sedan genom vidare styckning gav cirka 500 tomter. En av huvudexploatörer var AB Hem på landet. Företaget köpte upp och styckade tomter som försåldes sedan till arbetare och lägre tjänstemän. Utbyggnaden skedde huvudsakligen på 1940-talet.
Vidja blev till ett utpräglat sommarstugeområde. Idag är dock majoriteten av de kring 500 fastigheterna permanentbebodda. Vidjatorpets byggnad finns fortfarande (2022) kvar. Huset står vid Vidablicksvägen 2 och är privatbostad där man bedriver bland annat hästverksamhet med islandshästar. Namnet lever vidare i Vidjavägen, som tätortsnamn och tillsammans med Ågesta som kommundelsnamn.
Vidjas fritidsområde omvandlas för närvarande (2022) till permanentboende. Huddinge kommun bygger ut gatorna och Stockholm Vatten och Avfall bygger ut vatten- och avloppssystemet. Sammanlagt tillkommer cirka 100 nya bostäder i området fördelade på olika samhällsbyggnadsprojekt.

### Befolkningsutveckling
På grund av för hög andel fritidsbebyggelse räknades inte Vidja som tätort förrän 1995.
| Befolkningsutvecklingen i Vidja 1990–2020 | Befolkningsutvecklingen i Vidja 1990–2020 | Befolkningsutvecklingen i Vidja 1990–2020 | Befolkningsutvecklingen i Vidja 1990–2020 | Befolkningsutvecklingen i Vidja 1990–2020 |
| ----------------------------------------- | ----------------------------------------- | ----------------------------------------- | ----------------------------------------- | ----------------------------------------- |
|                                           |                                           |                                           |                                           |                                           |
| År                                        |                                           |                                           | Folkmängd                                 | Areal (ha)                                |
| 1990                                      | 1990                                      |                                           | 396                                       | 154#                                      |
| 1995                                      | 1995                                      |                                           | 456                                       | 178                                       |
| 2000                                      | 2000                                      |                                           | 561                                       | 174                                       |
| 2005                                      | 2005                                      |                                           | 633                                       | 174                                       |
| 2010                                      | 2010                                      |                                           | 682                                       | 174                                       |
| 2015                                      | 2015                                      |                                           | 741                                       | 190                                       |
| 2020                                      | 2020                                      |                                           | 882                                       | 191                                       |
| Anm.: Ny tätort 1995 # Som småort.        |                                           |                                           |                                           |                                           |

## Bilder

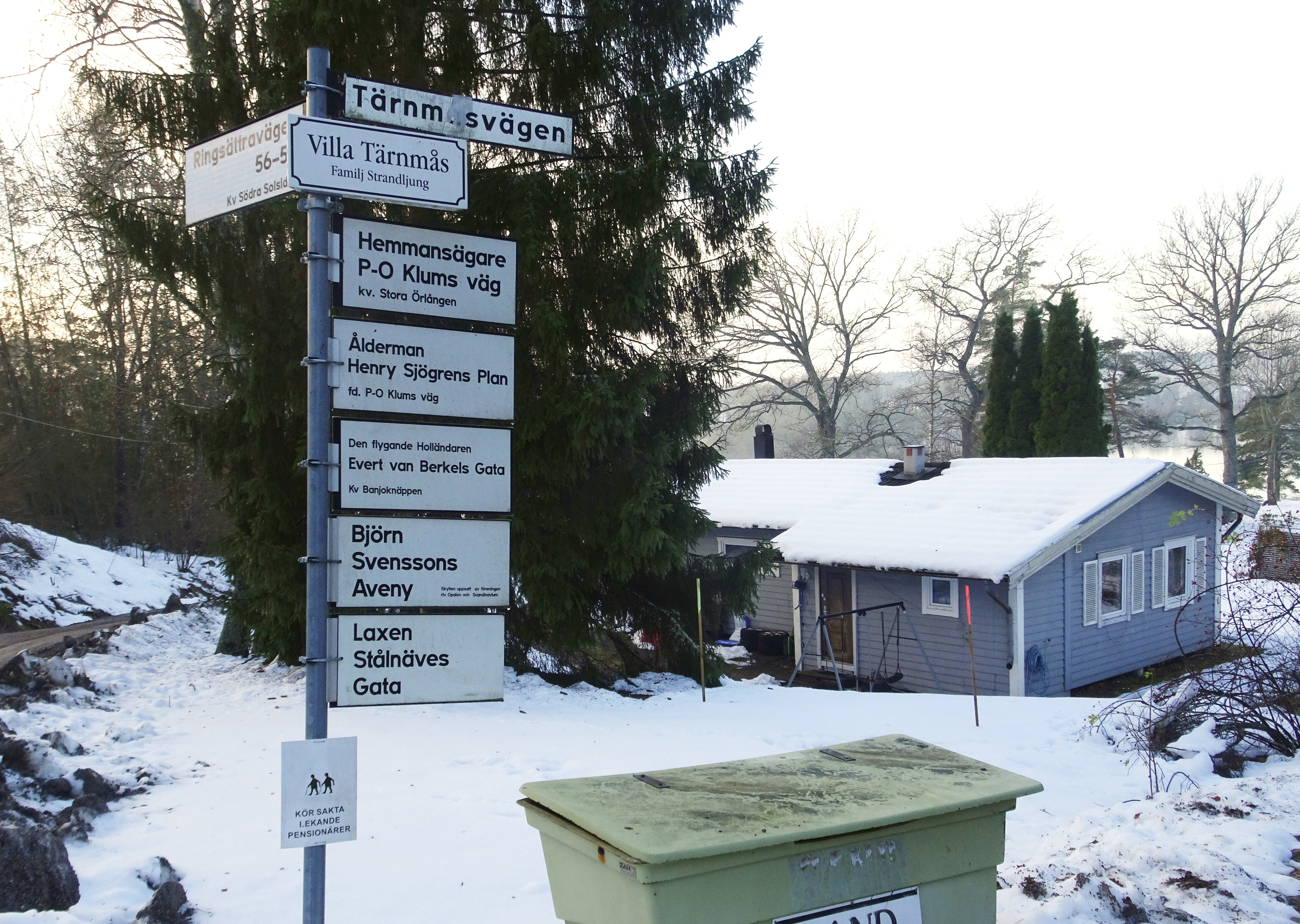
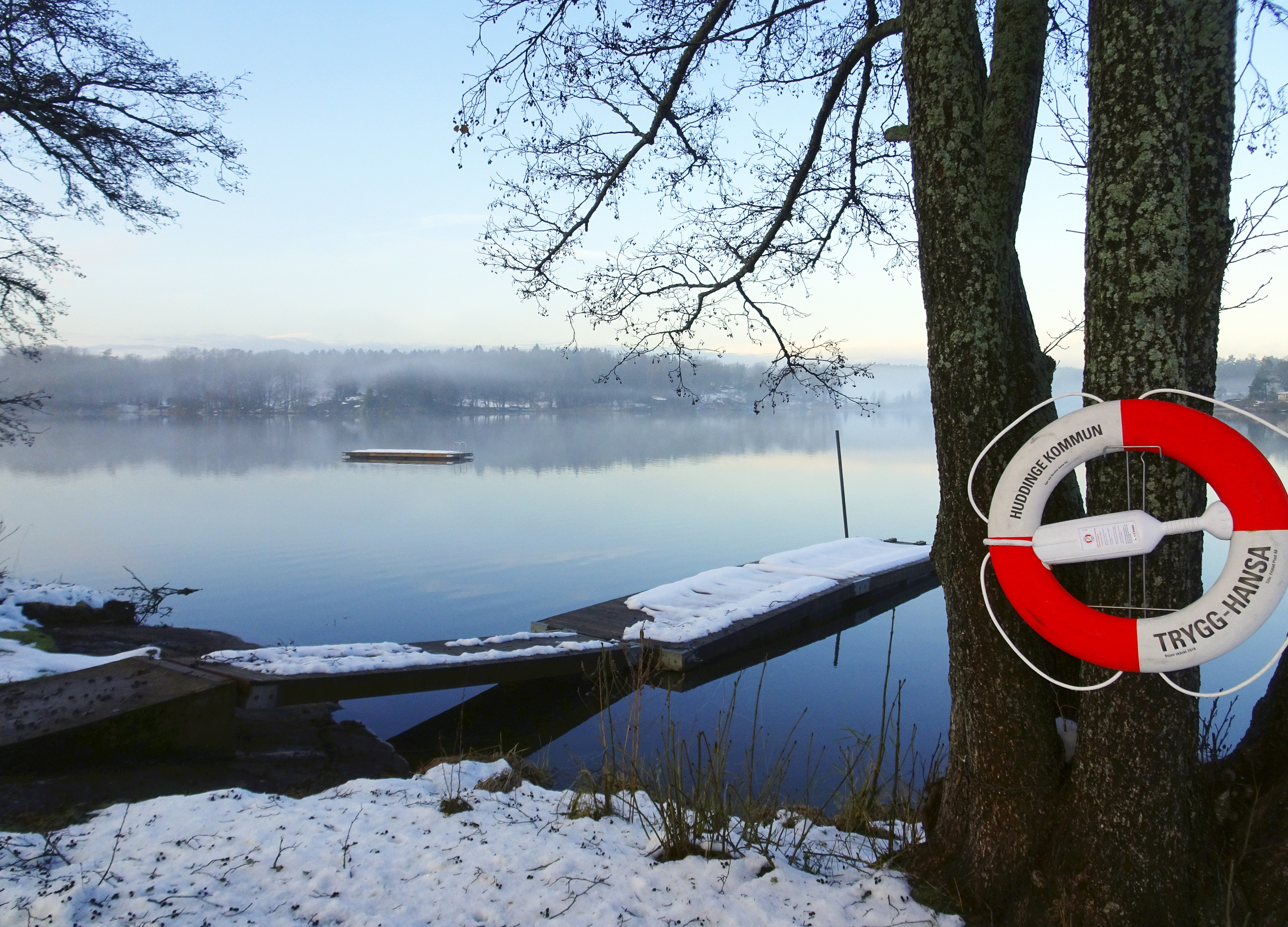
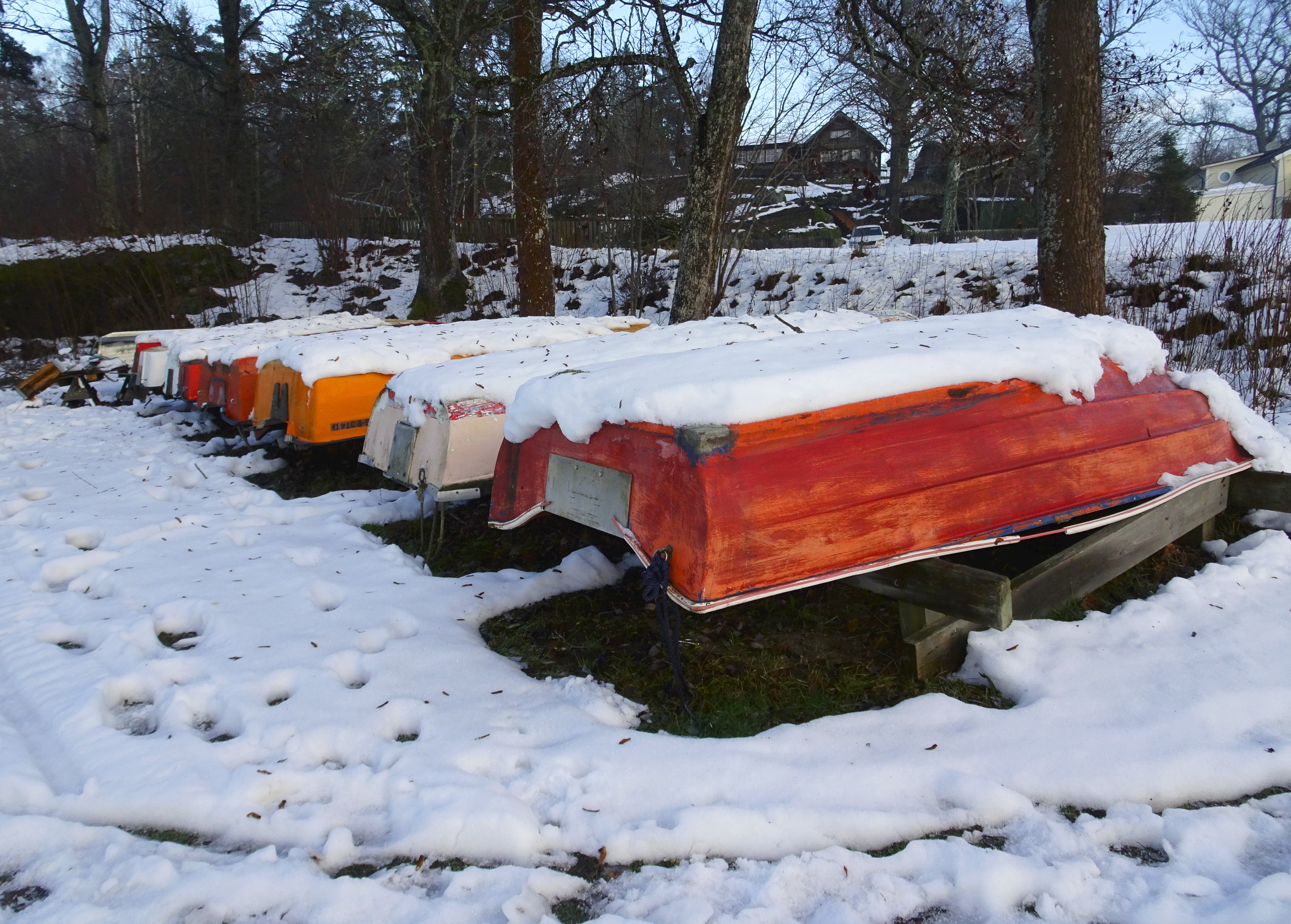
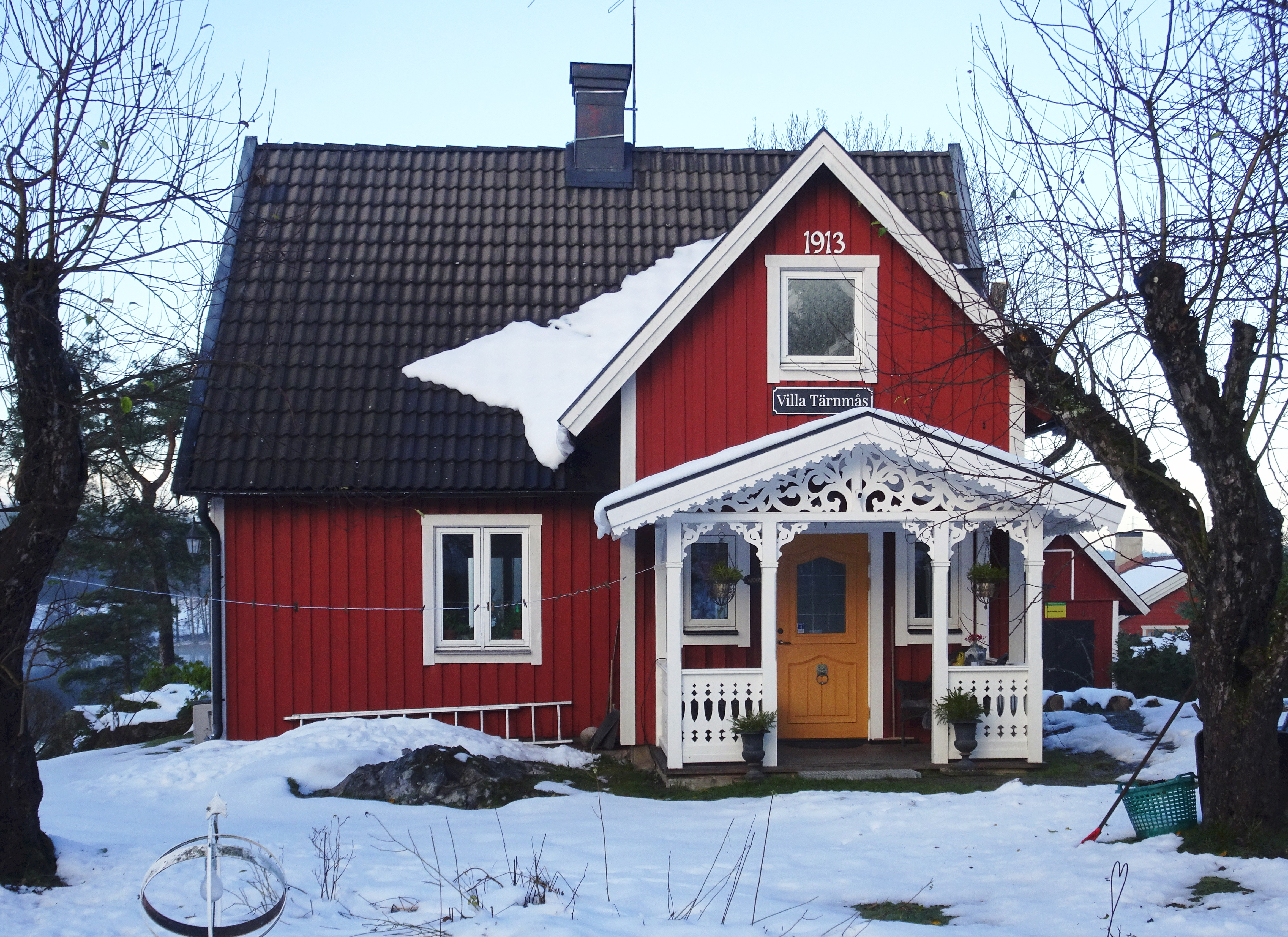